# Сбер Банк (Білорусь)
Відкрите акціонерне товариство «Сбер Банк» (біл. Адкрытае акцыянэрнае таварыства «Сбер Банк») — комерційний банк у Республіці Білорусь, що є одним з найстаріших та найбільших банків країни.

## Історія
Створений у 1923. У 1928 перетворений в Банк довгострокового кредитування промисловості і електрогосподарства.
У 1932 реформований в Банк фінансування капітальної будівлі промисловості, транспорту та зв'язку СРСР.
У 1941 призупинив діяльність на час нацистської окупації території республіки.
У 1959 створений всесоюзний банк фінансування капітальних вкладень — Будбанк СРСР.
У 1987, після чергової реформи банківської системи, створено Промислово-будівельний банк СРСР.
У вересні 1991 заснований акціонерний комерційний банк «Белпрамбудбанк». У жовтні 1999 року перейменовано на відкрите акціонерне товариство «Белпрамбудбанк».
У грудні 2009 продано російському «Сбербанку» за 280 млн доларів та кредитну лінію в 2 млрд $, після чого у 2011 році перейменовано на відкрите акціонерне товариство «БПС-Сбербанк».
20 березня 2014 указом Президента США №13662 було введено секторальні санкції проти РФ, які забороняють проведення певних операцій з особами у списку, у тому числі, з «БПС-Сбербанк».
24 лютого 2022 року банк, як і його материнська компанія, був внесений до списку спеціально позначених громадян та заблокованих осіб США. У квітні 2023 року до санкцій проти банку приєдналася Канада, у серпні того ж року — Нова Зеландія.

## Приміткі
1. 1 2 3 4 5 6 7 8  https://www.sber-bank.by/page/revealing
2. 1 2 3 4 5  https://www.sber-bank.by/new/270820211
3. ↑  https://www.sber-bank.by/page/contact-center
4. 1 2 3 4  https://www.sber-bank.by/files/up/29974/2.pdf
5. ↑  О банке. История (рос.). «Белпрамбудбанк». Архів оригіналу за 16 липня 2013. Процитовано 21 жовтня 2010.
6. ↑  «Белинвестбанк» готовы продать за 530 млн долларов (рос.). TUT.BY. 9. Архів оригіналу за 16 липня 2013. Процитовано 21 жовтня 2010. [Архівовано 2014-10-11 у Wayback Machine.]
7. ↑  Russia-related Designations; Belarus Designations; Issuance of Russia-related Directive 2 and 3; Issuance of Russia-related and Belarus General Licenses; Publication of new and updated Frequently Asked Questions. Міністерство фінансів США (англ.). Архів оригіналу за 25 лютого 2022. Процитовано 20 квітня 2022.
8. ↑  Канада запровадила санкції проти Нацбанку Білорусі, Беларусбанка та низки інших фінансових організацій республіки. Інтерфакс-Україна. 12 квітня 2023.
9. ↑  Відкрите акціонерне товариство «СберБанк». Національне агентство з питань запобігання корупції. Архів оригіналу за 17 квітня 2023. Процитовано 19 березня 2024. [Архівовано 2023-04-17 у Wayback Machine.]